# Aceite de Terra Alta
El aceite de Terra Alta es un aceite de oliva virgen extra reconocido con la Denominación de Origen Protegida que se produce en la comarca de Tierra Alta y en algunos municipios de la comarca de la Ribera de Ebro (España). Para elaborarlo se utiliza principalmente la variedad de oliva empeltre mayoritariamente, con una pequeña participación de otras variedades como por ejemplo la arbequina, la morruda y la farga.
Estas variedades de olivas dan lugar a unos aceites de oliva virgen extra, límpidos, transparentes, sin velos ni elementos turbios, de un color amarillento, de intensidad entre ligera y mediana, dulces o ligeramente amargos y picantes, y con cierta astringencia y con connotaciones aromáticas que recuerda la almendra o la nuez verde. A principios de la recolección presenta un gusto afrutado y al avanzar la misma un gusto más dulce. Tiene una acidez máxima de 0,5º y un índice de peróxidos máximo de 18.
La zona de producción del aceite de oliva con denominación de origen Aceite de Terra Alta está constituida por los terrenos ubicados en la comarca de Terra Alta y en algunos municipios de la comarca de la Ribera del Ebro. Los municipios de Terra Alta son: Arnes, Batea, Bot, Caseras, Corbera de Ebro, Gandesa, Horta de San Juan, La Fatarella, el Pinell de Bray, la Puebla de Masaluca, Prat de Compte y Villalba de los Arcos. Los municipios de Ribera de Ebro son: Ascó, Flix (todo el municipio, excepto la cuenca alta del río La Cana) y Ribarroja de Ebro. 
El aceite de Terra Alta está inscrito como denominación de origen protegida en el Registro Comunitario (UE) con el n.º 205/2005, con fecha 4 de febrero de 2005. Está controlado por el Consejo Regulador de la Denominación de Origen Terra Alta.
La producción de aceite en la Terra Alta data de la antigüedad, siendo uno de los cultivos típicos de la zona a lo largo de los siglos. Pero hasta la época moderna no aconteció el principal cultivo. Se calcula que el 1787 en Batea se producía unos 350.000 litros de óleo. Y según Pascual Madoz el 1847 el cultivo de óleo ocupaba muchos más espacios que actualmente. El 1900 se estimaba que el olivo ocupaba el 28 % del total de los cultivos.